# Абдрасул Токтомушев
Абдрасул Токтомушев (15 [28] липня 1912, Східний, Туркестанський край — 1995 року, Бішкек) — радянський киргизький поет, член Спілки письменників СРСР (з 1938 року). Народний поет Киргизької Республіки.

## Біографія
За заслуги в галузі розвитку киргизької радянської художньої літератури, Токтомушев був нагороджений орденом Трудового Червоного Прапора, трьома Почесними грамотами Президії Верховної Ради Киргизької РСР, трьома Почесними грамотами Центрального Комітету ЛКСМ Киргизії. За роман у віршах, під назвою «Алтин Тоо» («Золота гора») Токтомушев удостоївся Державної премії Киргизької РСР ім. Токтогула Сатилганова.
У 1917 році в п'ятирічному віці залишився сиротою. Восени 1922 року в село прибула радянська дитяча комісія, яка збирала безпритульних дітей. Разом з іншими сиротами Токтомушев потрапив в інтернат міста Токмака. У 1923 році в інтернаті підлітка знайшли далекі родичі і відвезли його в Чон-Кемінь. На своїй батьківщині Абдрасул був змушений оббивати пороги чужих будинків і пасти овець. Але завдяки втручанню аїлної ради, майбутній поет зміг в 1924—1926 роках відвідувати сільську школу.

У 1926 році Токтомушев пішки і на попутних возах дістався до Бішкека, де продовжив навчання в школі. У 1926 році, відділ народної освіти Чуйского кантону влаштував Токтомушева в дитячий будинок міста Токмака. Добре вчився — там же його прийняли в піонери, а пізніше і в члени ВЛКСМ . У 1928 році, Абдрасула направили в Середньоазійський політехнікум водного господарства, який перебував в місті Ташкенті. Тут він навчався до 1931 року, коли за станом здоров'я він був змушений перервати заняття.